# Amy Frazier
Amy Frazier (* 19. September 1972 in St. Louis, Missouri) ist eine ehemalige US-amerikanische Tennisspielerin.

## Karriere
Amy Frazier begann im Alter von sieben Jahren mit dem Tennisspielen. Ihr großes Vorbild war Chris Evert, deren Spielstil ihrem später ähnelte. 1986 begann sie als Amateurin auf der Profitour. Erste Erfolge hatte sie zwei Jahre später, als sie in Los Angeles die Top-10-Spielerin Pam Shriver besiegte. 1989 siegte sie in Kansas und holte ihren ersten WTA-Titel. In Tokio (Dentsu) besiegte sie 1990 die French-Open-Siegerin Monica Seles und erreichte erstmals einen Platz unter den 15 Besten der Welt.
Zwei Jahre danach erreichte Frazier das erste Viertelfinale eines Grand-Slam-Turniers (Australian Open). Am Ende der Saison qualifizierte sie sich für das Damen-Masters in New York. Nach einer halbjährigen Verletzungspause und einem damit verbundenen Abrutschen in der Weltrangliste gewann sie 1994 das größte Turnier ihrer Karriere in Los Angeles. Im Viertelfinale bezwang sie die damals aktuelle Wimbledon-Siegerin Conchita Martínez mit 6:4, 7:6. Im Februar 1995 erreichte sie mit Platz 13 das beste Ranking ihrer Laufbahn. Im August schlug sie bei den US Open Mary Pierce und erreichte zum zweiten Mal das Viertelfinale eines Grand-Slam-Turniers.
Erst vier Jahre später gewann sie 1999 wieder ein Turnier (Tokio). Im selben Jahr beendete Steffi Graf nach einem verlorenen Match gegen Frazier ihre Karriere (4:6, 7:5, 2:1 Aufgabe Graf). Im Jahr 2000 bezwang Frazier erstmals eine aktuelle Nummer eins, als sie in San Diego Martina Hingis mit 6:3, 6:3 besiegte und sich für das Masters qualifizierte. 2002 gelang ihr in Stanford gegen Jelena Dokić der 25. Sieg über eine Top-10-Spielerin. 2005 gewann Frazier in Québec ihren letzten Titel. 2006 beendete sie ihre Karriere bei den US Open.

## Erfolge

### Turniersiege
| Nr. | Datum            | Turnier       | Kategorie    | Belag             | Finalgegnerin   | Ergebnis      |
| --- | ---------------- | ------------- | ------------ | ----------------- | --------------- | ------------- |
| 1.  | 26. Februar 1989 | Wichita       | WTA Tier V   | Hartplatz         | Barbara Potter  | 4:6, 6:4, 6:0 |
| 2.  | 25. Februar 1990 | Oklahoma City | WTA Tier IV  | Hartplatz (Halle) | Manon Bollegraf | 6:4, 6:2      |
| 3.  | 25. Mai 1992     | Luzern        | WTA Tier IV  | Sand              | Radka Zrubáková | 6:4, 4:6, 7:5 |
| 4.  | 14. August 1994  | Los Angeles   | WTA Tier II  | Hartplatz         | Ann Wunderlich  | 6:1, 6:3      |
| 5.  | 16. April 1995   | Tokio         | WTA Tier III | Hartplatz         | Kimiko Date     | 7:65, 7:5     |
| 6.  | 18. April 1999   | Tokio         | WTA Tier III | Hartplatz         | Ai Sugiyama     | 6:2, 6:2      |
| 7.  | 16. Januar 2004  | Hobart        | WTA Tier V   | Hartplatz         | Shinobu Asagoe  | 6:3, 6:3      |
| 8.  | 6. November 2005 | Québec        | WTA Tier III | Hartplatz (Halle) | Sofia Arvidsson | 6:1, 7:5      |

### Finalteilnahmen
| Nr. | Datum              | Turnier | Kategorie    | Belag           | Turniersiegerin         | Ergebnis      |
| --- | ------------------ | ------- | ------------ | --------------- | ----------------------- | ------------- |
| 1.  | 30. September 1990 | Tokio   | WTA Tier II  | Teppich (Halle) | Mary Joe Fernández      | 6:3, 2:6, 3:6 |
| 2.  | 10. April 1994     | Tokio   | WTA Tier III | Hartplatz       | Kimiko Date             | 5:7, 0:6      |
| 3.  | 25. September 1994 | Tokio   | WTA Tier II  | Hartplatz       | Arantxa Sánchez Vicario | 1:6, 2:6      |
| 4.  | 21. April 1996     | Tokio   | WTA Tier III | Hartplatz       | Kimiko Date             | 5:7, 4:6      |
| 5.  | 20. April 1997     | Tokio   | WTA Tier III | Hartplatz       | Ai Sugiyama             | 6:4, 4:6, 4:6 |
| 6.  | 15. Oktober 2000   | Tokio   | WTA Tier III | Hartplatz       | Julie Halard Decugis    | 7:5, 5:7, 4:6 |
| 7.  | 10. Januar 2003    | Hobart  | WTA Tier V   | Hartplatz       | Alicia Molik            | 2:6, 6:4, 4:6 |

### Doppel
| Nr. | Datum         | Turnier | Kategorie    | Belag           | Partnerin        | Finalgegnerinnen                 | Ergebnis       |
| --- | ------------- | ------- | ------------ | --------------- | ---------------- | -------------------------------- | -------------- |
| 1.  | April 1991    | Tokio   | WTA Tier IV  | Hartplatz       | Maya Kidowaki    | Yone Kamio Akiko Kijimuta        | 6:2, 6:4       |
| 2.  | April 1992    | Tokio   | WTA Tier IV  | Hartplatz       | Rika Hiraki      | Kimiko Date Stephanie Rehe       | 5:7, 7:65, 6:0 |
| 3.  | Mai 1992      | Luzern  | WTA Tier IV  | Sand            | Elna Reinach     | Karina Habšudová Marianne Werdel | 7:5, 6:2       |
| 4.  | November 1999 | Québec  | WTA Tier III | Teppich (Halle) | Katie Schlukebir | Lindsay Lee Meghann Shaughnessy  | 6:2, 6:3       |

## Abschneiden bei Grand-Slam-Turnieren

### Einzel
| Turnier         | 1987 | 1988 | 1989 | 1990 | 1991 | 1992 | 1993 | 1994 | 1995 | 1996 | 1997 | 1998 | 1999 | 2000 | 2001 | 2002 | 2003 | 2004 | 2005 | 2006 | Karriere |
| --------------- | ---- | ---- | ---- | ---- | ---- | ---- | ---- | ---- | ---- | ---- | ---- | ---- | ---- | ---- | ---- | ---- | ---- | ---- | ---- | ---- | -------- |
| Australian Open | —    | 1    | 3    | 1    | AF   | VF   | 1    | 3    | 3    | 1    | 1    | —    | 2    | 1    | 2    | 2    | 2    | 3    | 3    | 1    | VF       |
| French Open     | —    | 1    | 1    | —    | —    | 2    | —    | 1    | 3    | 1    | 2    | —    | 2    | 1    | 3    | 2    | 1    | 1    | 2    | 1    | 3        |
| Wimbledon       | —    | 1    | 2    | 3    | AF   | AF   | —    | 1    | 2    | AF   | 2    | 1    | 1    | 3    | 3    | 1    | 2    | AF   | 1    | 3    | AF       |
| US Open         | 1    | 3    | 1    | 1    | 2    | 1    | 2    | 2    | VF   | 2    | 1    | 1    | 3    | 1    | 1    | AF   | 3    | 3    | 2    | 1    | VF       |

Zeichenerklärung: S = Turniersieg; F, HF, VF, AF = Einzug ins Finale / Halbfinale / Viertelfinale / Achtelfinale; 1, 2, 3 = Ausscheiden in der 1. / 2. / 3. Hauptrunde; Q1, Q2, Q3 = Ausscheiden in der 1. / 2. / 3. Runde der Qualifikation; n. a. = nicht ausgetragen

### Doppel
| Turnier         | 1987 | 1988 | 1989 | 1990 | 1991 | 1992 | 1993 | 1994 | 1995 | 1996 | 1997 | 1998 | 1999 | 2000 | 2001 | 2002 | 2003 | 2004 | 2005 | 2006 | Karriere |
| --------------- | ---- | ---- | ---- | ---- | ---- | ---- | ---- | ---- | ---- | ---- | ---- | ---- | ---- | ---- | ---- | ---- | ---- | ---- | ---- | ---- | -------- |
| Australian Open | —    | 1    | 2    | 2    | 1    | 1    | 2    | 1    | 1    | 2    | 2    | —    | 1    | 1    | 2    | 2    | —    | —    | —    | 2    | 2        |
| French Open     | —    | 1    | 1    | —    | —    | 1    | —    | 2    | AF   | 2    | 2    | —    | 2    | 1    | 2    | 1    | —    | —    | —    | 1    | AF       |
| Wimbledon       | —    | 1    | 1    | —    | 2    | 1    | —    | 1    | VF   | 1    | AF   | 2    | AF   | AF   | 2    | —    | —    | —    | —    | 1    | VF       |
| US Open         | 1    | 1    | 1    | 2    | 2    | 2    | AF   | 1    | 1    | 1    | AF   | VF   | 2    | 2    | 2    | —    | —    | —    | 2    | 2    | VF       |

### Mixed
| Turnier         | 1990 | 1991 | 1992 | 1993 | 1994 | 1995 | 1996 | 1997 | 1998 | 1999 | 2000 | 2001 | 2002 | 2003 | 2004 | 2005 | Karriere |
| --------------- | ---- | ---- | ---- | ---- | ---- | ---- | ---- | ---- | ---- | ---- | ---- | ---- | ---- | ---- | ---- | ---- | -------- |
| Australian Open | —    | —    | —    | 1    | —    | —    | 1    | —    | —    | —    | —    | —    | —    | —    | —    | —    | 1        |
| French Open     | —    | —    | 2    | —    | —    | —    | AF   | —    | —    | —    | —    | —    | —    | —    | —    | —    | AF       |
| Wimbledon       | —    | 2    | —    | —    | —    | —    | —    | 1    | —    | —    | —    | —    | —    | —    | —    | AF   | AF       |
| US Open         | 1    | 1    | —    | —    | —    | AF   | 1    | 1    | —    | —    | —    | —    | —    | —    | —    | 1    | AF       |